# 54e régiment de transmissions
Le 54e régiment de transmissions (54e RT), basé au camp d'Oberhoffen à proximité de Haguenau (« quartier Estienne »), est la composante « Guerre électronique de théâtre » de la  brigade de renseignement et cyber-électronique qui comprend notamment :
- le 2e régiment de hussards (Haguenau) ;
- le 44e régiment de transmissions (Mutzig).

## Historique de la guerre électronique
La première unité opérationnelle de guerre électronique, la C.A.E.R. (Compagnie Autonome d'Écoute et de Radiogoniométrie) démontre son efficacité pendant la guerre d'Indochine, ce qui lui vaudra une citation à l'ordre de la division. Cette compagnie était issue du 8e Régiment de transmissions.
À partir de cette unité, dissoute à l'issue de la guerre d'Indochine, sont constituées deux compagnies d'écoutes et de radiogoniométrie qui serviront sous différentes appellations en Algérie et dans les Forces françaises en Allemagne. En Algérie, la 708e C.T., qui disposait entre autres d'une section de radiogoniométrie mobile, fournit au commandement des renseignements permettant le déclenchement d'opérations particulièrement fructueuses.
Devenue Compagnie 5/45 en Algérie, elle est dissoute en 1964 et ses personnels affectés à la 728e C.T. et à la 9/42, compagnie expérimentale. Le 1er novembre 1967, est créé le 708e Bataillon de Guerre électronique à partir des deux compagnies.
L'extension du domaine d'action (radio HF et VHF, faisceaux hertziens, radar) et le niveau d'emploi de la guerre électronique ont imposé la transformation de ce bataillon en régiment. Le 1er octobre 1971, le 44e Régiment de Transmissions est créé à Landau (R.F.A.) et se voit, dès 1977, renforcé d'un groupement d'instruction et d'une compagnie H.F. d'infrastructure.
La montée en puissance de la guerre électronique et en particulier l'arrivée du système de guerre électronique de l'avant (S.G.E.A.) impose dès 1985 de scinder le 44e Régiment de transmissions en deux.
Ce dernier conserve alors les unités à vocation H.F., tandis qu'est créé, le 1er juillet 1986 à Haguenau, le 54e Régiment de Transmissions qui regroupe les Compagnies de Renseignement et d'Appui Électronique sous les ordres du 2e C.A.
À partir de 1990, ces deux régiments, devenus éléments organiques d'armée, passent aux ordres de la 1re Armée stationnée à Metz. Depuis le 1er septembre 1993, à la création de la Brigade de Renseignement et de Guerre Électronique (B.R.G.E.), ils passent sous le commandement de celle-ci.
Depuis sa création en 1986, le 54e Régiment de Transmissions n'a cessé d'être présent sur les divers théâtres d'opérations du globe (Tchad, Centrafrique, Arabie saoudite, Irak, Kurdistan, Somalie, Rwanda, Ex-Yougoslavie, Zaïre, Albanie, Macédoine, Kosovo, Liban, Afghanistan).

## Historique du54eR.T.

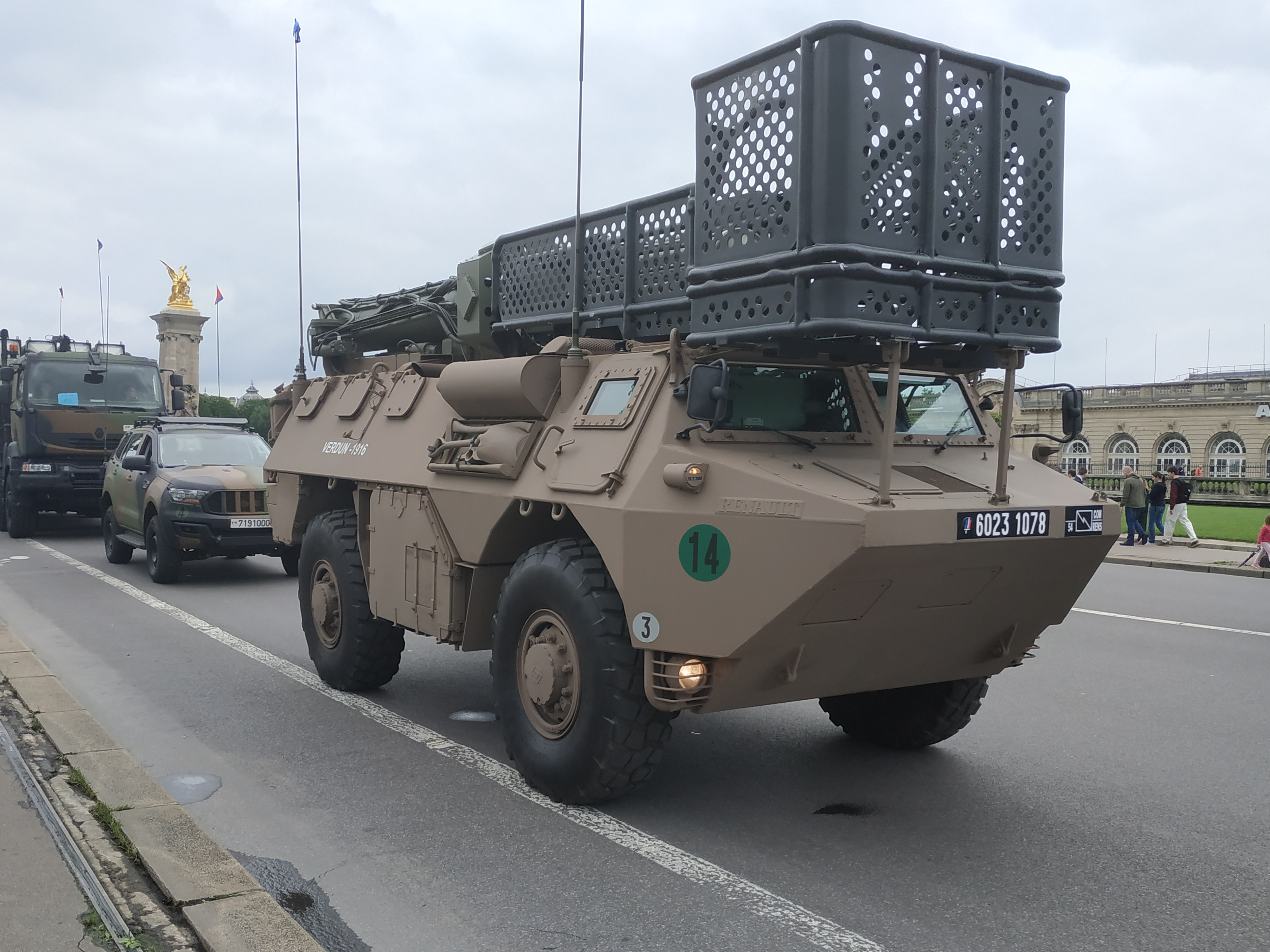
Véhicule de l'avant blindé en version SAEC (Système d'Appui Électronique de Contact)

Le 54e régiment de transmissions est l’héritier d’unités qui se sont illustrées à partir des années 1920 au Maroc puis, au cours de la Seconde Guerre mondiale, en Italie et en Allemagne où elles gagnent leurs lettres de noblesse.
Officiellement créé en 1955 en tant que 54e bataillon de transmissions, il est engagé en Algérie. Il s’ensuivra une série de dissolutions et de recréations qui l’amènent successivement à Verdun et à Essey-lès-Nancy. En 1986, le régiment est recréé à Haguenau à partir des compagnies VHF du 44e régiment de transmissions de Landau (Forces françaises en Allemagne). Depuis 1993, il fait partie de la brigade de renseignement et de guerre électronique, devenue brigade de renseignement en 1998.
Lorsque le régiment est recréé à Haguenau, en 1986, il s'installe au quartier Thurot situé à proximité du centre-ville. En 2004, il déménage au quartier Estienne implanté sur le camp militaire d'Oberhoffen,  à la périphérie de la commune. 
En 2016, le 54e RT est rattaché au commandement du renseignement de Strasbourg qui succède à la brigade de renseignement.

## Lieutenant Arnaud Lefebvre
Le lieutenant Lefebvre était le chef de section de la BROVAB de la 2e Compagnie. Cette section était composés de blindés brouilleurs multiréseaux.
Détaché en ex-Yougoslavie au sein du Bataillon d'Infanterie no 5 à Sarajevo, le lieutenant Arnaud Lefebvre est mortellement blessé le 14 mars 1995 lors de la chute de son VAB dans un ravin au cours d'une mission de contrôle aérien avancé dans le massif du mont Igman. 
Lors des obsèques du lieutenant Arnaud Lefebvre à Bourges, dans son allocution, le colonel Epis, chef de corps du 54e Régiment de Transmissions de 1993 à 1995, décide que la salle d'honneur du Régiment portera désormais le nom de Salle Lieutenant Arnaud Lefebvre, mort pour la France et pour la paix le 14 mars 1995.
Le 27 avril 1995, une plaque commémorative est dévoilée en présence du général Theodoly-Lannes, commandant la Brigade de Renseignement et de Guerre Électronique et de la famille du lieutenant Lefebvre.
La croix de Chevalier de la Légion d'honneur, la croix de la Valeur militaire avec palme et la médaille de la défense nationale du lieutenant Lefebvre sont conservées dans cette salle.
Le lieutenant Lefebvre a par ailleurs été décoré à titre posthume de la Dag Hammarskjöld Medal (en) par le secrétaire général des Nations unies.
Une rue de Bourges porte son nom.

## Missions
Seul régiment tactique de guerre électronique de l'armée de terre appartenant au Commandement du renseignement (COM RENS), ses missions sont de participer à la recherche du renseignement d’origine électromagnétique et d’assurer l’attaque électronique des réseaux radioélectriques adverses. À ce titre, le régiment est doté des matériels d’interception, de localisation et de brouillage les plus modernes. Sur les théâtres d’opérations, il est engagé au plus près des lignes de contact ou fondu dans les unités de mêlée.
Sa mission est axée sur la recherche du renseignement d’origine électromagnétique et l’attaque électronique des transmissions adverses. Pour cela, il dispose de moyens adaptés…
À l’heure actuelle, le régiment développe une capacité d’intervention légère de guerre électronique apte à être engagée en situation de crise et dans les délais les plus brefs.
En permanence, plus d’une centaine de personnels est engagée en missions extérieures (Bande sahélo-saharienne, Afrique, Levant) et sur le territoire national.

## Devise
nihil affirmat quod non probet
(nul n'affirme rien qu'il ne prouve)

## Insigne
Description héraldique : « Aigle d'argent becqué d'or chargé du nombre 54 d'azur soutenant un globe terrestre de turquin aux continents du 3e émail, aux parallèles et méridiens d'or chargé du double profil du dieu Janus surmontant deux barres vivrées, le tout d'or.
Le 18 juin 1993, cet insigne est officiellement devenu le nouvel insigne du 54e régiment de transmissions en qualité de régiment de guerre électronique.

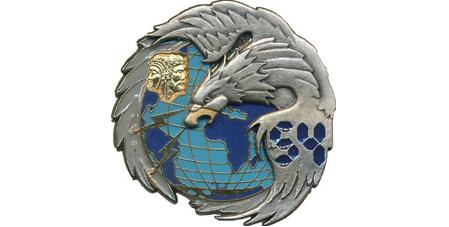
insigne du 54e régiment de transmissions

https://www.defense.gouv.fr/terre/nos-unites/nos-regiments/54e-regiment-transmissions

## Drapeau
Il porte, cousues en lettres d'or dans ses plis, les inscriptions :
- Allemagne 1945 ;
- AFN 1952.

Le 20 novembre 2013, le drapeau du 54e régiment de transmissions a été décoré de la Croix de la Valeur militaire avec étoile de bronze pour son engagement en Afghanistan.

## Galerie photos

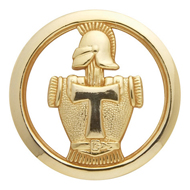
Insigne de béret des transmissions.
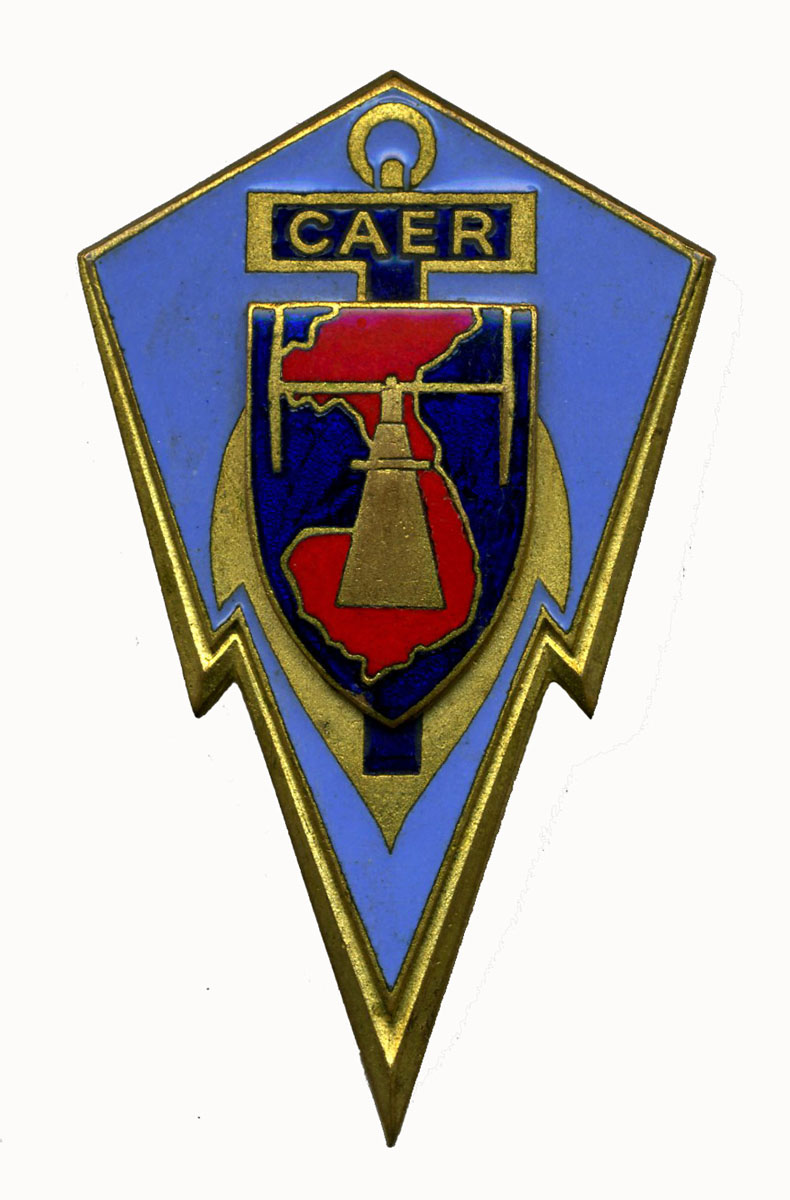
Insigne de la CAER (Compagnie Autonome d'Écoute et de Radiogoniométrie).